# 柏草坡龙天土地庙
柏草坡龙天土地庙是一处小型古代庙宇建筑，位于山西省吕梁市汾阳市峪道河镇柏草坡村，年代为金至清。
柏草坡龙天土地庙规模不大，只有一进院落。中轴线上由南向北依次是戏台、献殿和龙天殿，东侧配殿三座。戏台和献殿均为清代建筑。戏台坐南朝北，三开间卷棚顶。内部有精美的天花。龙天殿门枕石题记标明为元延祐元年（1314年）。梁架题记则标明为金承安五年（1196年）创建，元至正二十七年（1367年）重建。
2013年3月5日，柏草坡龙天土地庙公布为第七批全国重点文物保护单位。